# Communauté politique européenne (1952)
Pour l'instance informelle de coopération intergouvernementale lancée en 2022, voir Communauté politique européenne.
Pour les articles homonymes, voir CPE.
La Communauté politique européenne est un projet avorté de création d'une communauté européenne chargée de définir une politique étrangère commune, à laquelle était subordonnée la création d'une armée commune, prévue par le projet de Communauté européenne de défense dans les années 1950 dans le contexte de la guerre froide.
Un projet du même nom, mais de nature complètement différente, est évoqué par Emmanuel Macron lors de son discours à l'occasion de la Conférence sur l'avenir de l'Union le 9 mai 2022 dans le contexte de la guerre en Ukraine. Le projet démarre officiellement le 23 juin 2022.  